# آتسوشی کیمورا
آتسوشی کیمورا (انگلیسی: Atsushi Kimura؛ زادهٔ ۱ مهٔ ۱۹۸۴) بازیکن فوتبال اهل ژاپن است.
از باشگاه‌هایی که در آن بازی کرده‌است می‌توان به باشگاه فوتبال گامبا اوساکا اشاره کرد.